# Burgerveen
Burgerveen is een dorp in de gemeente Haarlemmermeer in de Nederlandse provincie Noord-Holland. Het dorp is gelegen aan de Ringvaart van de Haarlemmermeerpolder tussen Rijsenhout en Leimuiderbrug, tegenover de Westeinderplassen. In westelijke richting ligt Nieuw-Vennep. Op 1 januari 2023 had het 330 inwoners.
De naam is afgeleid van een stuk veenland in de zuidoosthoek van het Haarlemmermeer van voor de inpoldering.
In de jaren na de Tweede Wereldoorlog is overwogen om bij Burgerveen een nieuwe nationale luchthaven te vestigen. Dat is er echter niet van gekomen.
Iets ten zuidwesten van het dorp ligt het knooppunt Burgerveen, waar Rijksweg 44 aftakt van Rijksweg 4. Eigenlijk ligt dit knooppunt dichter bij Leimuiderbrug.

## Geboren in Burgerveen
- Hendrikus Colijn (1869–1944), premier van Nederland 1925-1926 en 1933-1939.

## Media
- Polygoonjournaal, 1948: "Schiphol of Burgerveen?"

Plaatsen: Abbenes · Badhoevedorp · Beinsdorp · Buitenkaag · Burgerveen · Cruquius · Haarlemmerliede · Halfweg · Hoofddorp · Leimuiderbrug · Lijnden · Lisserbroek · Nieuw-Vennep · Rijsenhout · Rozenburg · Schiphol · Schiphol-Rijk · Spaarndam-Oost · Spaarnwoude · Vijfhuizen · Weteringbrug · Zwaanshoek · Zwanenburg

Gehuchten en buurtschappen: Aalsmeerderbrug · Boesingheliede · Cruquius-Oost · De Hoek · Huigsloot · 't Kabel · De Liede · Nieuwebrug · Nieuwe Meer · Oude Meer · Penningsveer · Schiphol-Oost · Vinkebrug · Vredeburg · Weberbuurt

Voormalige gemeente: Haarlemmerliede en Spaarnwoude

Noord-Holland: Steden en dorpen      Nederland: Provincies · Gemeenten